# Polyrhachis rufofemorata
Polyrhachis rufofemorata é uma espécie de formiga do gênero Polyrhachis, pertencente à subfamília Formicinae.